# Eric Mjöberg

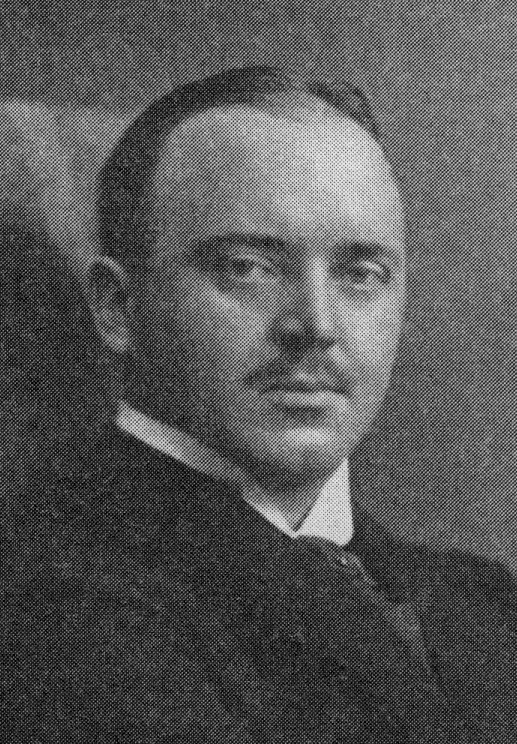
Eric Mjöberg ok. 1920

Eric Georg Mjöberg (ur. 6 sierpnia 1882 w Ås, Halland, zm. 8 lipca 1938 w Sztokholmie) – szwedzki zoolog i etnograf, kierujący szwedzkimi wyprawami naukowymi do Australii na początku XX wieku.
Mjöberg kierował ekspedycjami do północno-zachodniej Australii w latach 1910-1911, do Queensland w latach 1912-1913. Pracował w stacji doświadczalnej Deli w Medanie na Sumatrze w latach 1919-1922, i był kustoszem muzeum w Sarawaku na Borneo od 1922 do 1924.
W trakcie swoich wypraw kolekcjonował szkielety Aborygenów, których uważał za ogniwo łączące małpy z ludźmi. W późniejszym okresie życia pisał o swoich podróżach. W ostatnich latach życia ciężko chorował.